# Єше Цог'ял

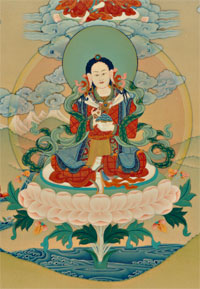
Єше Цог'ял

Єше Цог'ял (тиб. ཡེ་ཤེས་མཚོ་རྒྱལ, трансліт. ye shes mtsho rgyal, піньїнь: Yêxê Cogyai, THL Yeshé Tsogyel, зустрічаються також транскрипції Yeshe Tsogyal, Yeshe Tsogyel, Yeshey Tsogyel, кит. спр. 益西措杰, піньїнь: Yìxī Cuòjié; ім'я Jñānasāgara IAST: «Океан Знання») — в традиції буддійської школи Ньїнґма дружина Падмасамбхави, просвітлена дакіні. Період життя — 757–817 роки н. е.,  (можливо 777—817).
Деякі джерела стверджують, що вона була дружиною імператора Тибету Трісонга Детсена, коли вона почала вивчати буддизм разом із Падмасамбхавою, який став її головним кармамудра-консортом.
За часів імператора Трісонга Детсена в одній з провінцій Тибету правив Карчен Шоннупа, який мав сина на ім'я Карчен Пелг'ї Вонгчук. Коли Вонгчуку виповнилося п'ятнадцять років, він одружився з дівчиною з роду Нуб, на ім'я Гетцо. Вони і стали батьками прекрасної принцеси з Карчена, під час появи якої на світ відбулися чудесні знамення.

## Життєпис
Через місяць Цог'ял вже виглядала як восьмирічна дитина. Десять років батьки приховували її від стороннього погляду. Коли ж їй виповнилося десять років, її тіло набуло досконалих форм, і натовпи людей з усього Тибету, з Китаю, Хору, Джанги і Непалу приходили поглянути на неї. Батьки вирішили одружити Цог'ял з одним із принців, які добивалися її руки. Вона була проти, але її насильно видали заміж. Під час подорожі вона втекла і оселилася в долині Вомпу Такцанг, харчуючись плодами дерев і одягаючись у одяг, витканий з волокон бавовняного дерева. Але Зуркхарпа, невдаха-наречений, дізнався, де вона знаходиться, і послав три сотні озброєних воїнів у долину Вомпу. Вони знайшли її і силоміць відвезли до свого пана. Одним словом, назрівав військово-політичний конфлікт, і тоді мудрий імператор Трісонг Детсен, щоб розрядити ситуацію сам одружився з Цог'ял. Незабаром Трісонг Детсен знову запросив до себе Падмасамбхаву. Коли Гуру Рінпоче сів на приготований для нього трон, прикрашений дорогоцінним камінням, імператор влаштував рясне підношення ганачакри і підніс вчителю цілу гору коштовностей. Крім того, була зроблена мандала з золота і дорогоцінних каменів, що символізує все царство Трісонга Детсена. А як внутрішнє підношення він запропонував вчителю Єше Цог'ял. Гуру Рінпоче обдарував царя надзвичайними вченнями тантри, таємними словами, що вищі від карми і закону причин і наслідків. Після цього Гуру зробив Єше Цог'ял своєю дружиною, дав їй необхідні посвячення, і вони вирушили в Чімпу виконувати практику таємної йоги.
- В Чімпу учитель, перш за все, наставив Єше Цог'ял в основах праведного життя, пояснивши їй Чотири Благородні Істини Будди Шак'ямуні .
- Потім вона вивчила Трипітаку, дізналася про закон карми і про те, що слід культивувати, а чого уникати в своїй поведінці.
- Вона досконало засвоїла знання шести нижчих колісниць. Там же їй з'явилася богиня Сарасваті і наділила здатністю відразу і назавжди запам'ятовувати все прочитане і почуте.
- Цог'ял дала обіцянку зберігати основні обітниці тіла, мови і розуму будди і двадцять п'ять побічних обітниць. Головною, корінною обітницею є обітниця просвітленого розуму, бодгічитти, тобто обітниця перебувати в тій сфері, де з безпочаткових часів кожне тіло за своєю суттю є божество, кожен вислів — мантра, а думка є незабрудненою суттю будь-якого досвіду.
  - Обітниці тіла будди існують стосовно вчителя і своїх духовних братів, і зберігання цієї обітниці полягає в шануванні їх тілом, промовою і розумом.
  - Обітниці мови будди існують щодо головного божества мандали (ідама), його мантри і мудри. Метод зберігання цих обітниць полягає в єднанні з мандалами гуру, ідама й дакині своїми тілом мовою і розумом за допомогою безперервної практики.
  - Обітниці розуму будди полягають у підтримці бачення, медитації і способу дій; бачення — це глибинне розуміння природи розуму, а дії, що породжуються такою медитацією, включають всі зовнішні, внутрішні і таємні дії. Метод зберігання цих обітниць полягає в зберіганні таємниць, таких, як нерозголошення імені свого ідама, його мантри, ознак свого досягнення й інших таємниць.
- Крім того, Гуру Рінпоче дав їй знання про двадцять п'ять побічних обітниць:
  - п'ять дій, які слід здійснювати,
  - п'ять речовин, які слід радісно приймати,
  - п'ять досягнень, які слід здійснити,
  - п'ять емоцій, які не слід пригнічувати, і
  - п'ять категорій знання, які слід осягнути.

І оскільки вона зрозуміла, що посвячення і наділення силами є ключ до містерій тантри, а обітниці є джерелом цих сил, вона непорушно зберігала всі обітниці. Після цього в Яма Лунге, біля Сам'є, Гуру подарував Цог'ял вищі посвяти, ввів до мандали тантричних божеств. І вони перебували в єдності. Гуру Рінпоче подарував безліч посвят і настанов, вони багато практикували в різних печерах. Так Цог'ял знайшла плоди зовнішнього, внутрішнього і таємного посвячення. Єше Цог'ял багато подорожувала Тибетом і зробила безліч чудес, дарувала незліченну кількість вчень і посвячень безлічі учнів.
Ось її біографія її власними словами:
|  | Згідно з пророцтвом благородного святого Орг'єна, Мені в цьому житті було відпущено дві сотні років. Минуло навіть трохи більше від цього терміну, І я перебувала в Тибеті дуже тривалий час. У тринадцять років я стала дружиною імператора; У шістнадцять років Гуру обійняв мене своїм співчуттям; У двадцять я отримала повні посвяти і практикувала аскезу; До тридцяти я досягла повної реалізації і стала працювати на благо інших; У сорок я з'єдналася з розумом свого Гуру; У п'ятдесят я підкорила демонів і захистила вчення; У шістдесят я поширювала писання і розширювала громаду; У сімдесят я розкрила природу реальності; Коли мені було вісімдесят, мій Гуру пішов на південний захід; У дев'яносто я побачила обличчя істинної суті речей; У сто років я досягла досконалості в знаннях; У сто двадцять я стала головним священиком імператора; В сто тридцять я подорожувала по всьому Тибету; В сто п'ятдесят я сховала скарби-вчення І надавала допомогу живим істотам; Коли мені було сто шістдесят, Помер цар Мутрі Ценпо; У сто сімдесят років я привела до Звільнення своїх учнів; У сто вісімдесят я виробила ілюзорні форми в Лодраку; У сто дев'яносто я зустрілася зі своєю старшою сестрою Мандаравою І, отримавши вищі настанови, набула сиддхи безсмертя, Після чого ознаки переродження і смерті мимовільно зникли. Тепер пройшло двісті одинадцять років. Безсумнівно, Тибет отримав достатній захист і заступництво; Безсумнівно, його боги і люди задоволені. Тепер я йду, і здається, що ми розлучаємося, Але не сумуйте, мої друзі! Моліться з вірою і старанністю, Поринайте в чистий простір Дзогчен, Бо немає іншого способу уникнути нещасть буття. |

У третій день місяця птиці, в рік, коли їй виповнилося 211 років, перебуваючи у верхній печері Падма Гангу, вона оголосила своїм учням, що вони повинні вирушити на вершину Запу, щоб побачити містерію, яка відбудеться там, на Мідно-колірній Горі, у восьмий день місяця за місячним календарем. Вона вирушила на вершину Запу, взявши з собою одинадцять найближчих учнів і близько півсотні послідовників. На сьомий день вона виявила на вершині Запу печеру, що формою нагадувала мудру намасте. Там вони провели ніч. Цог'ял дала своїм учням двадцять дев'ять коротких вчень, а потім, зробивши підношення ганачакри, яка встановлює єдність з ламою, її учні зібралися навколо, і вона на прохання кожного з них дала їм докладні особисті настанови. У ранкових сутінках десятого дня з'явилися чотири царі-хранителі Вчення на чолі незліченного полчища зовнішніх, внутрішніх і таємних дамченів, а також духів і демонів восьми і дванадцяти класів. «Варта з Нгаяб Лінга прибула в повному складі, сказали вони. — Ми готові супроводжувати тебе, Дакіні Осяйного Синього Світла, в чисту обитель дакінь».
З першими променями сонця перед Єше Цог'ял подібно до зірки, що падає, з'явилися чотири дакіні у формі восьмипелюсткового лотоса. І тоді, набувши форми Ваджрайогині з барабанчиком «дамару» в правій руці з чашею з черепа в лівій, Цог'ял стала на візок, вона дала останні настанови. Закінчивши говорити, вона випустила сліпуче райдужне сяйво, а потім розчинилася в краплі синього світла розміром з кунжутне зерно і зникла.